# Institución Correccional Federal, Tallahassee
La Institución Correccional Federal, Tallahassee (FCI Tallahassee), es una prisión federal estadounidense de baja seguridad para reclusas en Tallahassee, Florida, con una capacidad designada diseñada para 812.  Es operado por la Agencia Federal de Prisiones, una división del Departamento de Justicia. La instalación también tiene un centro de detención adyacente que alberga a reclusos varones de nivel de seguridad administrativa.
FCI Tallahassee está ubicado 3 millas (5 km) al este del centro de Tallahassee por la autopista US 319. 

## Historia

### Tiroteos de 2006
El 21 de junio de 2006, a las 7:42 am hora local, agentes de la Oficina Federal de Investigación y de la Oficina del Inspector General del Departamento de Justicia de los Estados Unidos intentaron arrestar a seis funcionarios penitenciarios en relación con una investigación de corrupción sobre funcionarios penitenciarios que comerciaban con drogas y otros tipos de contrabando a cambio de sexo con reclusas.
Uno de los agentes penitenciarios, Ralph Hill, utilizó una pistola personal y abrió fuego contra los agentes. El tiroteo comenzó en el vestíbulo del edificio y se trasladó al patio cerca de la autopista US 319. Hill mató a William "Buddy" Sentner, un agente de la Oficina del Inspector General del Departamento de Justicia. Los agentes mataron a Hill. Un teniente de la Oficina Federal de Prisiones resultó herido en el tiroteo y fue transportado al Tallahassee Memorial Hospital.
Los agentes federales estaban desarmados en ese momento y se suponía que los agentes penitenciarios también estaban desarmados. Michael Folmar, el agente especial del FBI a cargo en Jacksonville, dijo: "Esta situación de arresto se realizó de una manera muy controlada... donde nadie tendría armas, y podríamos eliminar esto para que no hubiera violencia", y así es exactamente como se manejaría normalmente en los Estados Unidos".  Los oficiales que iban a ser arrestados, Alfred Barnes, Gregory Dixon, Alan Moore y E. Lavon Spence, fueron transportados a la cárcel del condado de Wakulla al sur de Tallahassee. Vincent Johnson, el último oficial nombrado en la acusación, no estuvo involucrado en la conducta sexual inapropiada, pero se alega que influyó ilegalmente en los prisioneros para que se comportaran de esa manera. 
Los cinco guardias supervivientes fueron declarados culpables y sentenciados a un año de prisión más tres meses de libertad condicional en enero/febrero de 2007. Sin embargo, Spence, que había sufrido un derrame cerebral, fue condenado nuevamente a un año de prisión domiciliaria más tres meses de libertad condicional. El caso provocó controles con detectores de metales y registros de bolsos de los guardias que iban a trabajar, a lo que el sindicato de guardias se opuso firmemente y todavía lo hace. 

### Presos notables
| Nombre            | No. Registro | Estado                                                                      | Detalles |
| ----------------- | ------------ | --------------------------------------------------------------------------- | --- |
| Alan Todd May     | 14675-111    | Alojado en FCI Tallahassee a partir del 15 de septiembre de 2023.           | Organizó un plan de fraude de 700.000 dólares mientras estaba en prisión por fraude electrónico y luego escapó de FCI Englewood antes de ser recapturado casi cinco años después en Fort Lauderdale. |
| Colleen La Rose   | 61657-066    | Cumplió 10 años                                                             | Ciudadana estadounidense conocida como "Jihad Jane"; se declaró culpable en 2011 de conspiración para proporcionar apoyo material al terrorismo y conspiración para matar en un país extranjero por utilizar Internet para reclutar personas para librar una yihad violenta en el sur de Asia y Europa. |
| Chelsea Gerlach   | 69097-065    | Liberado de custodia en 2013; cumplió 6 años.                               | Miembro del grupo ecoterrorista Frente de Liberación de la Tierra (ELF); se declaró culpable en 2006 de cometer incendio provocado en la estación de esquí de Vail en Colorado y en negocios en Oregón entre 1996 y 2001; varios otros miembros también fueron condenados a prisión.                    |
| María Butina      | 35406-016    | Cumplió una condena de 18 meses                                             | Condenado por el acto de espionaje. Fue deportada de regreso a Rusia después de su liberación de la custodia federal. |
| Ghislaine Maxwell | 02879-509    | Condenada a 20 años de prisión, fecha de liberación el 17 de julio de 2037. | Expareja de Jeffrey Epstein, condenada por tráfico sexual de menores y delitos relacionados. |
| María Wilkerson   | 96283-020    | Cumplió 5 años de prisión y fue puesta en libertad el 9 de febrero de 2020. | Oficial de control de calidad de Peanut Corporation of America condenada por obstrucción de la justicia. |